# Sciora di Dentro
La Sciora di Dentro , o Sciora Dadent, (3275 m s.l.m.) è una montagna dei Monti della Val Bregaglia nelle Alpi Retiche occidentali.

## Descrizione
È la cima più alta e più meridionale del gruppo di Sciora. Sia sul versante est (Albigna) che sul versante ovest (Bondasca) presenta pareti alte e complesse: in particolare la parete ovest, caratterizzata da tre alte fasce verticali o strapiombanti.

## Itinerari
La prima salita fu compiuta il 14 agosto 1888 da T. Curtius e R. Wiesner con la guida engadinese Christian Klucker, dal versante sud-ovest, per quella che oggi è la via normale dalla capanna Sciora (PD). In primavera, con ottime condizioni, l'itinerario può essere percorso con gli sci fino a poca distanza dalla vetta.
Sulle pareti est e ovest sono stati tracciati numerosi itinerari, più o meno diretti, lunghi e difficili, poco ripetuti.